# Lattakjaure (Jokkmokks socken, Lappland, 741317-170702)
Lattakjaure är en sjö i Jokkmokks kommun i Lappland och ingår i Luleälvens huvudavrinningsområde.